# 定禅寺ストリートジャズフェスティバル
定禅寺ストリートジャズフェスティバル（じょうぜんじストリートジャズフェスティバル）（以下、本祭）は、宮城県仙台市で開催されている音楽イベントである。「ステージは街です」「あらゆるジャンルの音楽で溢れます」「市民みんなで作っています」がキーワードとされている。例年、9月の第2日曜日とその前日に開催される。第1回の開催は1991年（平成3年）である。
音楽のジャンルは問われず、ジャズ、ロック、ゴスペル、ポピュラー音楽が演奏される。プロ・アマを問わず全ての演奏家に出演機会が開放されている。700組以上のバンドで4000人以上が演奏する（いずれも延べ数）。参加バンド数・出演者数では日本最大の音楽祭となっており、参加する団体も、北は北海道、南は沖縄県と日本全国に及び、海外からの出演者もいる。
定禅寺通のほか、勾当台公園、一番町、西公園、青葉通り、仙台駅西口ペデストリアンデッキ、ビルの屋外エントランスなどに約100か所のステージが設置される。街角がステージとなっているため、演奏者と聴衆の高さも同じで距離が近く、また、買物ついでに立ち寄れる気軽さも手伝って、市民から多くの支持を受け、仙台の初秋の風物詩として定着している。聴衆はオープンカフェやオープンバー、あるいはワールドキッチンなどで供される飲食物を片手に、自分の好きな音楽を自由に楽しむことが出来、聴き方の面でも開放されている。
2024年（令和6年）は2日間で約70万人の聴衆を集めた。これだけの観客数があるため、定禅寺通りでは片側車線に交通規制がしかれ、歩行者天国ととなっている。仙台市の都市イベントとして有力なコンテンツに育った今でも、市民ボランティアと募金・協賛金によって運営がなされており、商業化はあまりされていない。その方向性は、先行して始まったSENDAI光のページェントと同様である。

## 沿革

### 前身イベント
第1回定禅寺ジャズフェスティバルの開催は1991年（平成3年）だが、その前身として、定禅寺通に面する141ビルのエル・パーク仙台で行われていたジャズの演奏会があった。これはファッションビルである141の販売促進イベントでもあり、1987年（昭和62年）から1990年（平成2年）まで4回が行われた。これを定禅寺通のケヤキ並木の下で行いたいというアイディアから、屋外開催の音楽イベントが計画された。これが現在の形につながる本祭になる。

### 定禅寺ストリートジャズフェスティバル
音楽家の榊原光裕の「本来音楽は野外でやるもの」という考えに基づき、「SENDAI光のページェント」期間中に定禅寺通りの一角でシンセサイザーのミニコンサートを行ったところ、多数の観客が集まった。この経験から有志が集まって、街頭での音楽イベントを開催することを企画し、1991年（平成3年）に現在のような「街角」「屋外」スタイルでのイベントが初開催された。1991年の第一回のイベント名称は「定禅寺ジャズフェスティバル」であり、プレイヤーはほぼジャズバンドで占められていた。この時のイベント規模は参加バンド25グループ、参加者150人、9ステージ、観客5000人以上というものだった。翌年の第二回に「定禅寺ストリートジャズフェスティバル」の名称となり、ジャズ以外も含まれるノンジャンルの音楽イベントになった。
当初から仙台市市民文化事業団より助成を受けていたが、バブル崩壊後の失われた10年の影響で、1995年（平成7年）をピークに協賛・協力企業が減少したため、出演者が運営協力費を負担したり、ボランティアの手を借りたり、サポーターズクラブを結成して年会費を得たりして、本祭の開催を維持するようになった。2000年（平成12年）の開催実績から仙台市を代表するイベントであると市が認め、2001年（平成13年）から仙台市経済局が所管して直接市から助成を受けるようになり、協賛・協力企業の数も増加するが、規模の拡大に対応するため2003年（平成15年）に運営協力費は値上げされた。年4000万円強の運営費総額の3分の2は、この運営協力費と、当日会場を訪れた市民のカンパや協賛金によってまかなわれている。。
市はお金を出すが運営には口を出さず、現在もボランティア主体で運営がなされているが、運営費が足りないため、イベント期間中は様々な募金活動も同時に行われている。

### 年表
| 回   | 年     | 月日             | 参加   | 参加    | ステージ   | 観客数   | 備考                                                                    |
| 回   | 年     | 月日             | バンド | 人数    | ステージ   | 観客数   | 備考                                                                    |
| ---- | ------ | ---------------- | ------ | ------- | ---------- | -------- | ----------------------------------------------------------------------- |
| 1    | 1991年 | 9月15日          | 25組   | 150人   | 9か所      | 0.5万人  |                                                                         |
| 2    | 1992年 | 9月27日          | 56組   | 410人   | 12か所     | 2.0万人  | ジャズ以外のジャンルにも拡大                                            |
| 3    | 1993年 | 9月19日          | 67組   | 450人   | 15か所     | 3.5万人  |                                                                         |
| 4    | 1994年 | 9月11日          | 111組  | 750人   | 20か所     | 5.0万人  |                                                                         |
| 5    | 1995年 | 9月10日          | 167組  | 1,028人 | 27か所     | 8.0万人  |                                                                         |
| 6    | 1996年 | 9月8日           | 194組  | 1,250人 | 29か所     | 10.0万人 |                                                                         |
| 7    | 1997年 | 9月14日          | 255組  | 1,280人 | 32か所     | 10.0万人 | 出演者1人1000円の負担開始                                               |
| 8    | 1998年 | 9月13日          | 290組  | 1,470人 | 34か所     | 12.5万人 | ボランティア募集開始 フリーマーケット開始                               |
| 9    | 1999年 | 9月12日          | 363組  | 2,200人 | 42か所     | 18.0万人 |                                                                         |
| 10   | 2000年 | 9月9日           | 520組  | 2,900人 | 61か所     | 38.0万人 | 10周年を機に2日間の開催になる サポーターズクラブ開始                    |
| 10   | 2000年 | 9月10日          | 520組  | 2,900人 | 61か所     | 38.0万人 | 10周年を機に2日間の開催になる サポーターズクラブ開始                    |
| 11   | 2001年 | 9月8日           | 590組  | 3,358人 | 74か所     | 45.0万人 | 「仙台市都市景観大賞」受賞 仙台市が直接助成を開始 smtで前夜祭を開催開始 |
| 11   | 2001年 | 9月9日           | 590組  | 3,358人 | 74か所     | 45.0万人 | 「仙台市都市景観大賞」受賞 仙台市が直接助成を開始 smtで前夜祭を開催開始 |
| 12   | 2002年 | 9月7日           | 519組  | 3,455人 | 82か所     | 45.0万人 | 「サントリー地域文化賞」受賞                                            |
| 12   | 2002年 | 9月8日           | 519組  | 3,455人 | 82か所     | 45.0万人 | 「サントリー地域文化賞」受賞                                            |
| 13   | 2003年 | 9月13日          | 570組  | 3,558人 | 82か所     | 54.0万人 | 定禅寺通の一部車両通行止開始 出演者負担が1人2000円になる                |
| 13   | 2003年 | 9月14日          | 570組  | 3,558人 | 82か所     | 54.0万人 | 定禅寺通の一部車両通行止開始 出演者負担が1人2000円になる                |
| 14   | 2004年 | 9月11日          | 629組  | 4,008人 | 88か所     | 56.0万人 | Jazz Styleを前夜祭の1つと認定                                           |
| 14   | 2004年 | 9月12日          | 629組  | 4,008人 | 88か所     | 56.0万人 | Jazz Styleを前夜祭の1つと認定                                           |
| 15   | 2005年 | 9月10日          | 640組  | 3,921人 | 80か所     | 63.0万人 | 5月にSpring Preview開催 無料ループシャトルバス運行開始                  |
| 15   | 2005年 | 9月11日          | 640組  | 3,921人 | 80か所     | 63.0万人 | 5月にSpring Preview開催 無料ループシャトルバス運行開始                  |
| 16   | 2006年 | 9月9日           | 649組  | 4,123人 | 89か所     | 71.0万人 | 「NHK東北ふるさと賞」受賞                                               |
| 16   | 2006年 | 9月10日          | 649組  | 4,123人 | 89か所     | 71.0万人 | 「NHK東北ふるさと賞」受賞                                               |
| 17   | 2007年 | 9月8日           | 707組  | 4,432人 | 90か所     | 72.0万人 |                                                                         |
| 17   | 2007年 | 9月9日           | 707組  | 4,432人 | 90か所     | 72.0万人 |                                                                         |
| 18   | 2008年 | 9月13日          | 714組  | 4,442人 | 96か所     | 75.0万人 |                                                                         |
| 18   | 2008年 | 9月14日          | 714組  | 4,442人 | 96か所     | 75.0万人 |                                                                         |
| 19   | 2009年 | 9月12日          | 721組  | 4,819人 | 90か所     | 74.0万人 |                                                                         |
| 19   | 2009年 | 9月13日          | 721組  | 4,819人 | 90か所     | 74.0万人 |                                                                         |
| 20   | 2010年 | 9月11日          | 776組  | 5,071人 | 92か所     | 74.0万人 | 20周年を機に初めて仙台駅東口側 （榴岡公園）でも開催                     |
| 20   | 2010年 | 9月12日          | 776組  | 5,071人 | 92か所     | 74.0万人 | 20周年を機に初めて仙台駅東口側 （榴岡公園）でも開催                     |
| 21   | 2011年 | 9月10日          | 747組  | 4,903人 | 90か所     | 79.0万人 |                                                                         |
| 21   | 2011年 | 9月11日          | 747組  | 4,903人 | 90か所     | 79.0万人 |                                                                         |
| 22   | 2012年 | 9月8日           | 769組  | 5,257人 | 96か所     | 84.0万人 | 「地域再生大賞準大賞」受賞                                              |
| 22   | 2012年 | 9月9日           | 769組  | 5,257人 | 96か所     | 84.0万人 | 「地域再生大賞準大賞」受賞                                              |
| 23   | 2013年 | 9月7日           | 733組  | 5,008人 | 92か所     | 68.0万人 |                                                                         |
| 23   | 2013年 | 9月8日           | 733組  | 5,008人 | 92か所     | 68.0万人 |                                                                         |
| 24   | 2014年 | 9月13日          | 715組  | 5,027人 | 92か所     | 76.0万人 |                                                                         |
| 24   | 2014年 | 9月14日          | 715組  | 5,027人 | 92か所     | 76.0万人 |                                                                         |
| 25   | 2015年 | 9月12日          | 730組  | 5,108人 | 92か所     | 70.0万人 |                                                                         |
| 25   | 2015年 | 9月13日          | 730組  | 5,108人 | 92か所     | 70.0万人 |                                                                         |
| 26   | 2016年 | 9月10日          | 760組  | 5,060人 | 94か所     | 70.0万人 |                                                                         |
| 26   | 2016年 | 9月11日          | 760組  | 5,060人 | 94か所     | 70.0万人 |                                                                         |
| 27   | 2017年 | 9月9日、9月10日  | 756組  | 5,169人 | 96か所     | 79万人   |                                                                         |
| 28   | 2018年 | 9月8日、9月9日   | 779組  | 5,231人 | 94か所     | 72万人   |                                                                         |
| 29   | 2019年 | 9月7日、9月8日   | 710組  | 5,131人 | 92か所     | 77万人   | 「街ごと楽しむジャズフェス10選」全国1位                                 |
| 29.5 | 2020年 |                  |        |         |            |          | 新型コロナウイルスの影響により、オンライン企画を実施                    |
| 30   | 2021年 | 9月11日、9月12日 | 77組   |         |            |          |                                                                         |
| 31   | 2022年 | 9月10日、9月11日 | 86組   | 480人   | 13ステージ | 20万人   |                                                                         |
| 32   | 2023年 | 9月9日、9月10日  | 415組  | 2,955人 | 46か所     | 55万人   |                                                                         |
| 33   | 2024年 | 9月7日、9月8日   | 635組  | 4,375人 | 82か所     | 70万人   |                                                                         |

### 出演経験のあるメジャーアーティスト
- MONKEY MAJIK（インディーズ時代。メジャーデビュー後の2008年には飛び入りで演奏）
- カラーボトル
- 日野皓正（2013年）
- EISEI+SEISYO（工藤詠世・工藤世丞、2007年から現在まで毎年出演[要出典]）

## メディア
2006年（平成18年）は、地元コミュニティ放送のラジオ3、および、東北放送の県域放送AMラジオとテレビの計3チャンネルで生中継がなされた。また、実力の高い出演者を集めた「Saturday Night Jam!」を県域放送FM局のDate fmが後日編集放送し、フェスティバルの模様をNHKが東北6県ブロックネットで1回、NHKワールドTVで世界に2回ほど放送した。その他、地元タウン情報誌などで特集が組まれている。

### 東北放送
東北放送（TBCテレビ）の生放送の1時間番組のゲスト
- 2005年：Rey（東北楽天ゴールデンイーグルスの元監督の田尾安志の夫人）[10]
- 2006年：アンジェラ・アキ[11]
- 2007年：タテタカコ
- 2008年：風味堂[12]
- 2009年：矢野沙織[13]
- 2010年：Happy Toco（榊原光裕率いるジャズバンド）
- 2011年：宇崎竜童・綾戸智恵[14]
- 2012年：浅野祥・小林香織[15]
- 2013年：上田正樹
- 2014年：八神純子
- 2015年：ケイコ・リー[16]

### NHK
NHK仙台放送局（テレビ）が制作した番組のゲスト。NHK総合テレビで東北6県ブロックネットのほか、ろーかる直送便やBSで全国ネットされた。
- 2010年：つのだ☆ひろ、浅野祥
- 2011年：小曽根真、住吉美紀[17]、工藤詠世

## 関連するイベント

### JSF実行委員会主催
フリーライブ
9月の本祭イベントの他に、定禅寺通りを中心として市内各所でのフリーライブを実施している。
各種出店
宮城県の名産を含めた様々な料理や飲料を楽しめる屋台を勾当台公園および西公園等の会場で開催する。

### タイアップ・イベント
「タイアップステージ」
本祭の期間中、市内各地において開催される無料コンサート。JSF実行委員会主催ではないが、本祭の趣旨に賛同した団体が主催しているため「タイアップ」となっている。ただし、聴衆にとっては実質的に本祭のステージの1つである。
「Jazz Style」
本祭の前夜祭の1つと位置付けされていた有料のコンサート。仙台放送の企画・制作、TOSHIBAの特別協賛で2004年（平成16年）から2006年（平成18年）まで開催された。仙台でのコンサートが本祭（土・日）の前日の金曜日の夜となるように日本各地で行われ、仙台開催分に本祭の実行委員会が特別協力をしていた。各地の主催者は、フジテレビ系列の各放送局で、岡山の場合は、フジ系放送局の他におかやまJAZZフェスティバル実行委員会とおかやま音楽祭実行委員会も加わっていた。
- 2004年　全国6都市
  - 福岡（8/9・月）、東京（8/19・木）、名古屋（9/3・金）、大阪（9/4・土）、新潟（9/9・木）、仙台（9/10・金）
- 2005年　全国9都市
  - 札幌（9/7・水）、新潟（9/8・木）、仙台（9/9・金）、名古屋（9/10・土）、東京（9/11・日）、大阪（9/13・火）、福岡（9/14・水）、広島（9/16・金）、岡山（9/17・土）
- 2006年　全国7都市
  - 東京（9/7・木）、仙台（9/8・金）、新潟（9/9・土）、名古屋（9/14・木）、大阪（9/15・金）、福岡（9/16・土）、岡山（9/17・日）

### 共催・支援イベント
共催・支援イベントでは、無料街角コンサートを開催するノウハウの伝授と、本祭に過去参加したバンドの斡旋などが中心。このJSF実行委員会の共催活動により、仙台都市圏では、数々のポピュラー音楽系無料街角コンサートが開催されるようになってきている。なお、クラシック音楽系の無料街角コンサートは、仙台市が主催している。
とっておきの音楽祭
とっておきの音楽祭実行委員会主催。JSF実行委員会が協力。
JSFアンコールライブ in 仙台ヒルサイドアウトレット
2006年9月23日、仙台ヒルサイドアウトレットで行われた無料街角コンサート。JSF実行委員会の共催。
Heartland Festa「Brilliant street Art & Christmas JAZZコンサート」
2006年12月16日（土）・17日（日）15:00〜20:00、一番町および中央通りで開催された無料街角コンサート。仙台市中心部アーケード街にある6商店街合同での年末商戦キャッチコピーである「Heartland Festa」において、JSF実行委員会が協力して行われた。
スターライトコンサート「JSF2006アンコールライブ」
2006年12月22日（金）14:00〜21:00、ファッションドーム141エル・パーク仙台・スタジオホールで開催される無料コンサート。一番町四丁目商店街主催で毎年開催され、SENDAI光のページェントを応援する企画として認知されている。JSF実行委員会の共催。
秋保温泉 MUSIC BAR
2005年（平成17年）から秋保・里センターで開催されている。近年は本祭の1週間前に開催し、「プレビューステージ」として本祭への参加バントなどが出演している。JSF実行委員会の特別協力。
鳴子音楽祭 湯の街ストリートジャズ in SPA鳴子
2008年（平成20年）の岩手・宮城内陸地震により観光客数が減少した鳴子温泉郷の復興を企図して始まった。JSF実行委員会の協力。

### JSFに影響を受けて始まったイベント
- 伊達ロックフェスティバル（2000年〜2005年、2011年〜。仙台市）
- 仙台ブルースフェスティバル（2001年〜2007年。仙台市）
- とっておきの音楽祭（2001年〜。仙台市ほか）
- 仙台ゴスペル・フェスティバル（2002年〜。仙台市）
- 松本ミュージックフェスティバル（2005年〜2011年。長野県松本市）[19]
- ザ・パワーオブミュージックフロムアキタ（2005年〜。秋田県秋田市）[20]
- やらまいかミュージックフェスティバル（2007年〜。静岡県浜松市）[21]
- TENDO JONDANA FESTIVAL（2007年〜。山形県天童市）[22]
- センダイ・ロック・フェスティバル（2008年〜。仙台市）
- びわこJAZZフェスティバルIN東近江（2009年〜。滋賀県東近江市）[23]
- つくば公園通り音楽祭 [ペデオン]（2009年〜。茨城県つくば市）[24]
- ポケットパークJAZZ（2009年〜。山形県寒河江市）[25]
- すみだストリートジャズフェスティバル（2010年〜。東京都墨田区）[26]
- アキタミュージックフェスティバル（2011年〜。秋田県秋田市）
- AOMORIミュージックフェスティバル（2014年〜。青森県青森市）[27]